# Lycosa mexicana
Lycosa mexicana este o specie de păianjeni din genul Lycosa, familia Lycosidae, descrisă de Banks, 1898. Conform Catalogue of Life specia Lycosa mexicana nu are subspecii cunoscute.